# Dolmen del prado de Lácara
Le Dolmen du prado de Lácara (dolmen de la prairie de Lacara, en français) est un dolmen situé dans la commune de La Nava de Santiago, dans la province de Badajoz, en Estrémadure, en Espagne.

## Situation
Le dolmen est situé à proximité de la route régionale EX-214, qui relie Aljucén et La Nava de Santiago.

## Description
Le dolmen date du Néolithique récent, vers 3000 av. J.-C.. C'est l'un des sites mégalithiques les plus monumentaux et les mieux préservés d'Estrémadure.

## Protection
Il a été déclaré bien d'intérêt culturel en 1912, sous la cote RI-51-0000106, et Monument National en 1931.

## Galerie

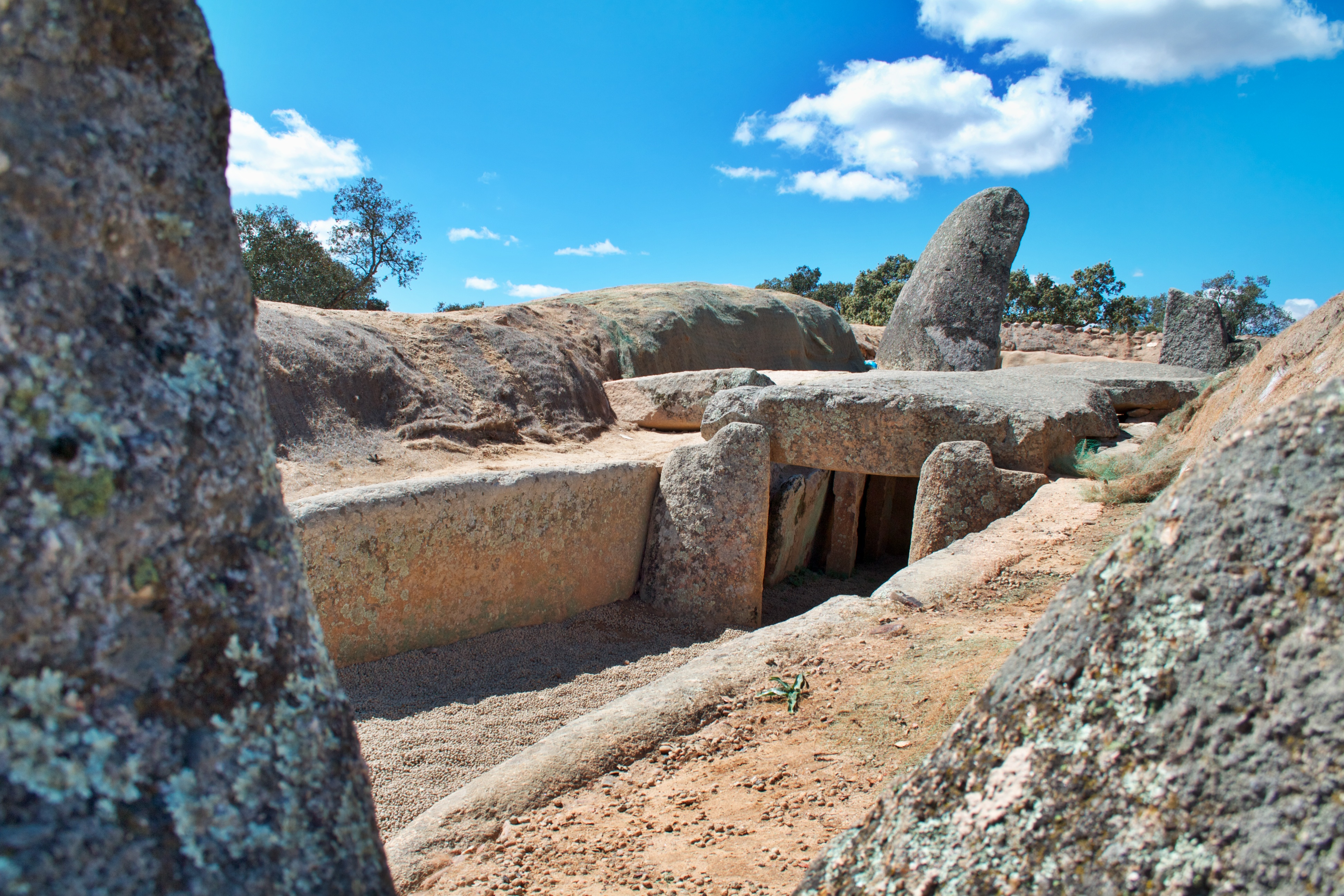
L'entrée
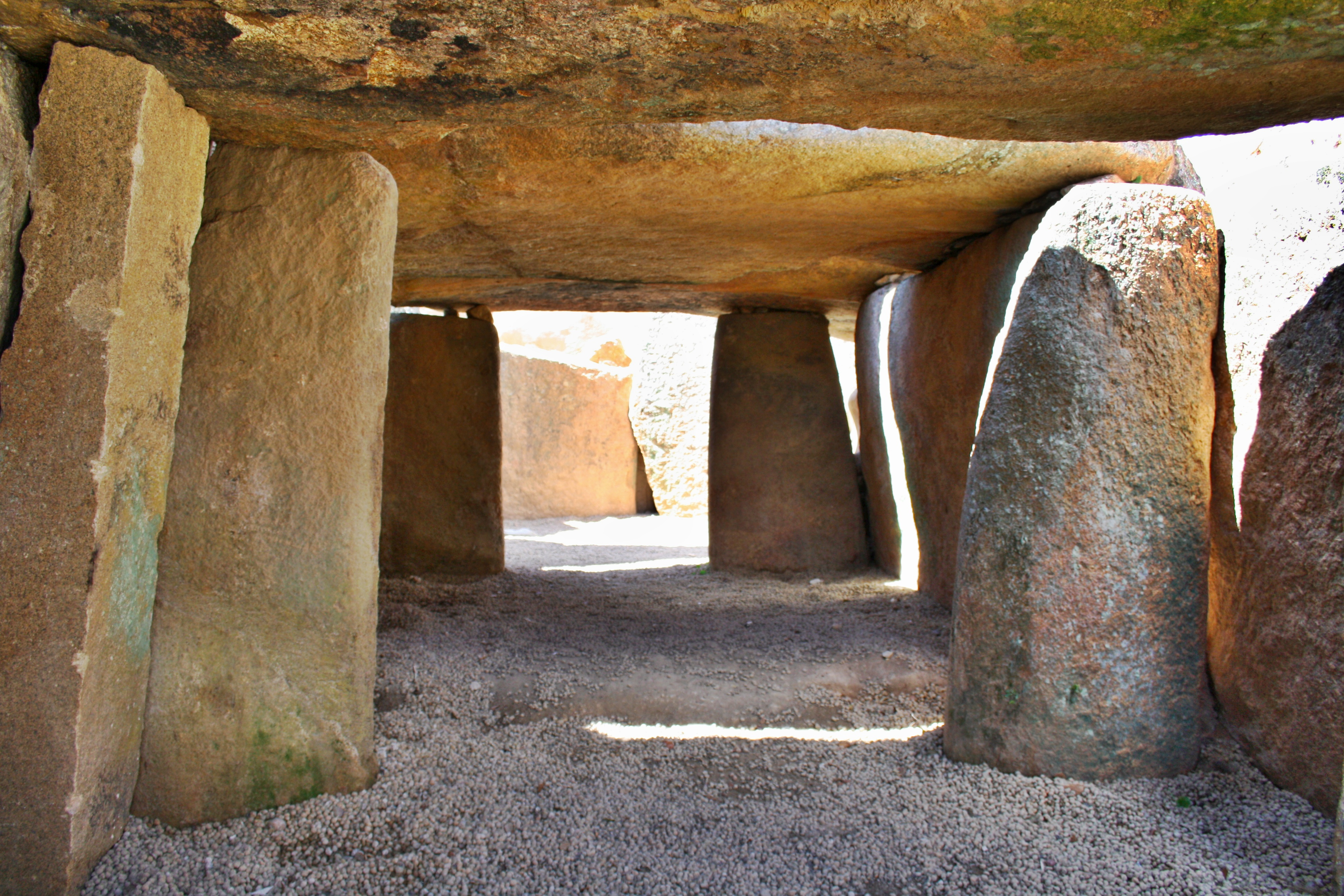
L'intérieur
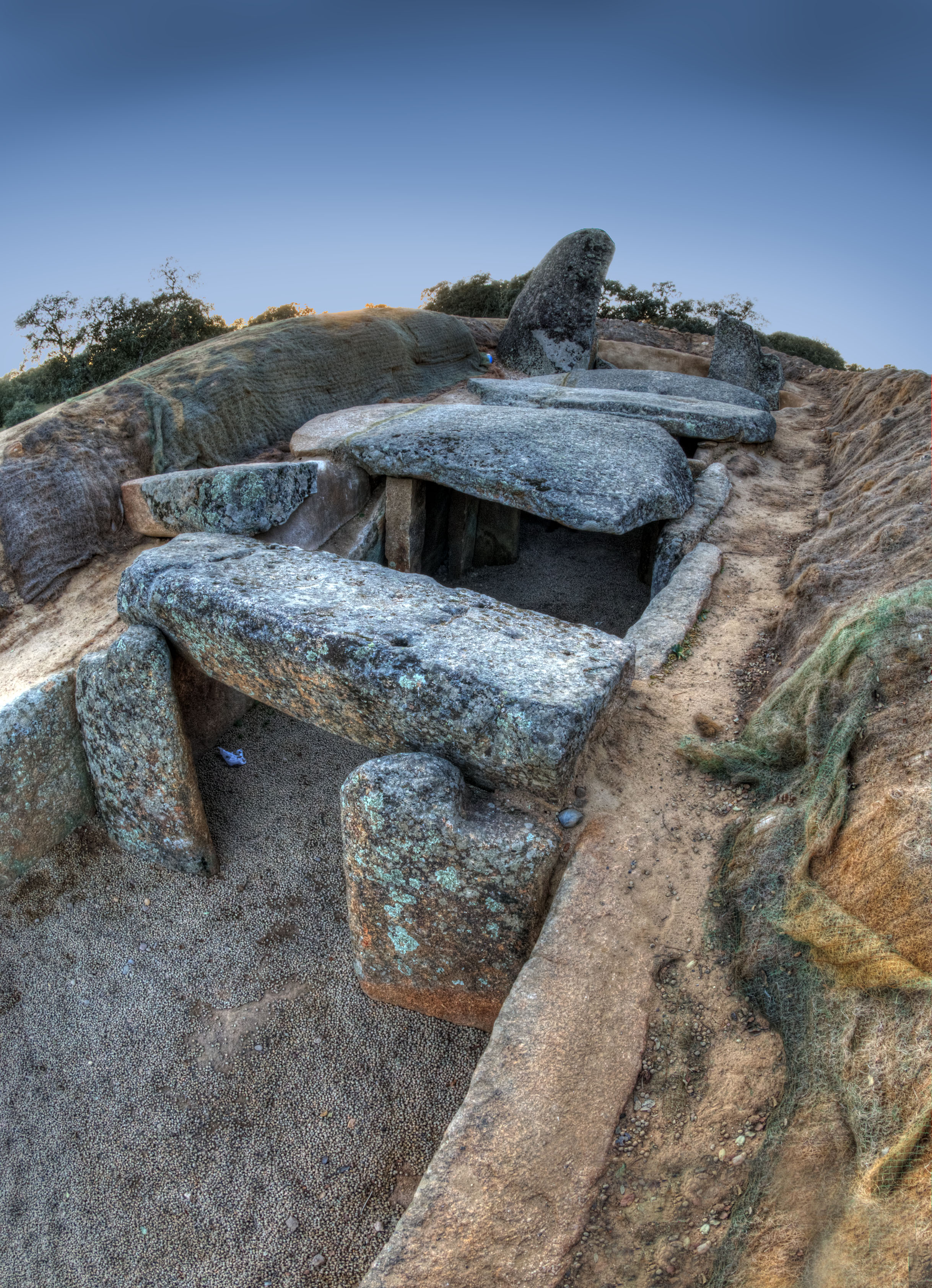
L'extérieur